# تشوبلو
تشوبلو هي قرية في مقاطعة تكاب، إيران. عدد سكان هذه القرية هو 1,871 في سنة 2006.